# Vízaknai ütközet
A vízaknai ütközet az 1848–49-es szabadságharc egy ütközete volt, melynek során 1849. február 4-én Bem József vezérőrnagy erdélyi hadserege Nagyszebentől északnyugatra, Vízaknánál megütközött Puchner Antal császári seregével. Az ütközetben és az azt követő visszavonulás során a magyar csapatok súlyos, csaknem megsemmisítő vereséget szenvedtek.

## Előzmények

### Észak-Erdély felszabadítása
Az 1848 őszén Erdélyben is megindult fegyveres harc nyomán 1848. november végére a magyar csapatok kiszorultak Erdélyből  és a Nagybánya–Kisnyíres–Zsibó–Zilah–Csucsa vonalra vonultak vissza. A felbomlás határára jutott haderő újjászervezését Czetz János honvéd őrnagy kezdte meg, majd 1848. december 2-án Kossuth Lajos Bem József vezérőrnagyot nevezte ki az észak-erdélyi magyar csapatok főparancsnokának. A kiváló szervezőmunkának köszönhetően 1848. december 15-ére a Bem parancsnoksága alatt álló erő mintegy tizenkétezer főt és huszonnégy ágyút tett ki. 

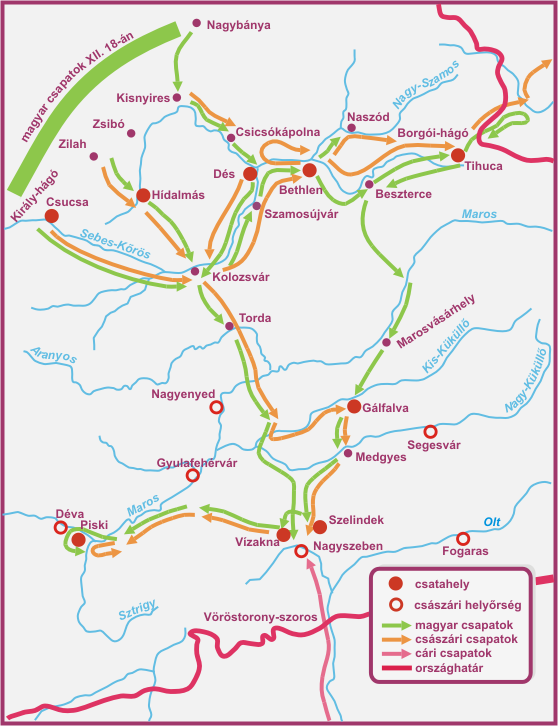
Bem József erdélyi felszabadító hadműveleteinek első szakasza (1848. december 18-ától 1849. február 9-éig)

A magyar csapatokkal szemben álló erők Puchner Antal főparancsnoksága, de August Wardener vezérőrnagy és  Karl Urban, illetve Gustav Jablonsky ezredesek közvetlen parancsnoksága alatt álltak.  A mintegy 4500 sorkatona és 5-6000 román népfelkelőből álló sereg feladata Windisch-Grätz téli hadjáratában az Alföldre vezető szorosok birtokba vétele és egy Nagyvárad irányába történő támadás volt. A december 18-án megindult császári csapatok nem várt ellenállásba ütköztek. December 19-én Riczkó Károly ezredes dandára Csucsánál, december 20-án Czetz János dandára Zsibónál visszaverte a császári csapatok támadását. Az erdélyi hadszíntéren ezzel a magyar csapatok számára kedvező fordulat következett be.
Bem a rá jellemző határozottsággal azonnal kihasználta a sikert. December 23-án Désnél kettészakította a császáriak arcvonalát, december 25-én visszafoglalta Kolozsvárt, december 29-én Bethlennél megverte Jablonsky és Urban egyesült dandárát, majd a maradék császári csapatokat a Borgói-hágón át kiszorította Erdélyből. Czetz János eközben Wardener erőit dél felé szorította, és december 29-én bevonult Tordára. Urban csapatainak kiűzése után Bem délnek fordult és január 13-án bevonult Marosvásárhelyre, ezzel Észak-Erdély egésze a magyar csapatok ellenőrzése alá került.
Az erdélyi magyar hadsereg sikerének rendkívüli jelentősége volt a szabadságharc továbbélése szempontjából, mert a fő hadszíntéren december végére kritikussá vált a honvéd haderő helyzete. Perczel Mór móri csatavesztése után a magyar csapatok feladták a fővárost és a kormány – a létfontosságú hadiiparral együtt – kénytelen volt a Bem sikerei nyomán már közvetlenül nem fenyegetett Tiszántúlra költözni. 

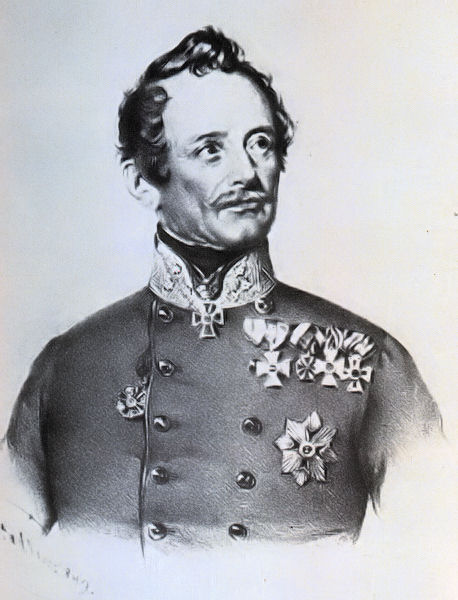
A vízaknánál győztes Puchner Antal a forradalom kitörésekor erdélyi főhadparancsnok volt. Nem rokonszenvezett a magyar üggyel és mikor lehetősége nyílott rá, azonnal megkezdte a fegyveres harcot. Vízaknánál győzött, az Erdély birtoklásáért folytatott hadjáratot azonban elvesztette. Ennek ellenére nem vált kegyvesztetté, nagyszebeni és vízaknai győzelméért lovassági tábornokká léptették elő és megkapta a Katonai Mária Terézia-rend parancsnoki keresztjét.

### Nagyszeben első ostroma
A magyar hadműveletek végső célja az erdélyi császári ellenállás katonai központja, Nagyszeben elfoglalása volt. Székelyföld felszabadítása után Bem az újjászervezésre váró székely haderő főparancsnokává Gál Sándor ezredest nevezte ki, de nem várta be az erősítés csatlakozását, hanem a rendelkezésére álló erők élén január 16-án Nagyszeben felé indult. Puchner Antal a magyar sikerektől kétségbe esve, először a Magyarország északkeleti részén működő Franz von Schlik tábornoktól kért segítséget, majd miután elutasították, csapatai élén Bem elé sietett és megtámadta a magyar sereget. A január 17-én lezajlott gálfalvi – valójában Szőkefalva közelében vívott – ütközetben Bem tüzérségével visszaverte a támadást, és egy zászlóaljával oldalba támadta a császári sereget. Puchner erre visszavonulást rendelt el, ami rövidesen pánikszerű futássá változott. 
| Petőfi Sándor: Négy nap dörgött az ágyu (részlet) Négy nap dörgött az ágyu Vizakna s Déva közt, Ott minden talpalatnyi Földet vér öntözött. … Mindent megtettünk, amit Kivánt a becsület… Tízannyi volt az ellen, Győznünk nem lehetett. (Debrecen, 1849. február 10–15.) |

A császári csapatok demoralizáltságára építve Bem azonnal Nagyszeben ellen indult és utasította Czetz Tordánál álló csapatait, hogy a város alatt csatlakozzanak hozzá. A magyar csapatok január 21-én érkeztek Nagyszeben alá, de több sikertelen roham után bebizonyosodott, hogy a rendelkezésére álló erő nem elegendő a város bevételére. Rövidesen megérkezett Czetz János serege, ekkor azonban a lőszer fogyott el, így a honvéd haderő rendezetten előbb Szelindekre, majd Puchner egy sikertelen támadása után a jobban védhető Vízaknára vonult vissza.
Az erőviszonyok ekkorra már jelentős mértékben eltolódtak a császári csapatok javára. Az elszenvedett veszteségek után Bem egy kisebb hadoszlopot küldött ki a Székelyföld biztosítására, továbbá Kemény Farkas ezredes parancsnoksága alatt Déva felé küldött egy dandárt, hogy a Magyarországról érkező segélyhadakkal felvegye a kapcsolatot, így a Vízaknánál védelemre berendezkedett magyar csapatok létszáma alig négyezer főt tett ki.
Ezzel szemben Puchner közvetlenül az ütközet előtt jelentősen növelni tudta csapatai létszámát. A császári tábornok még a gálfalvi ütközet után segítséget kért a Havasalföldet megszálló orosz csapatok főparancsnokától, Lüders tábornoktól. Az orosz csapatok január 31-én átlépték a határt és Brassót Engelhardt altábornagy 4800, Nagyszebent Szkarjatyin ezredes 2200 fős különítménye szállta meg. Lüders utasítása szerint az orosz csapatok feladata kizárólag a két város védelmére terjedt ki, a városokon kívüli harcokban nem vehettek részt, Puchnernek azonban ezzel is jelentős ereje szabadult fel. A császári csapatok támaszkodhattak a Bem hátában lévő, mintegy ötezer fős román felkelő seregre, illetve a gyulafehérvári várőrségre is.

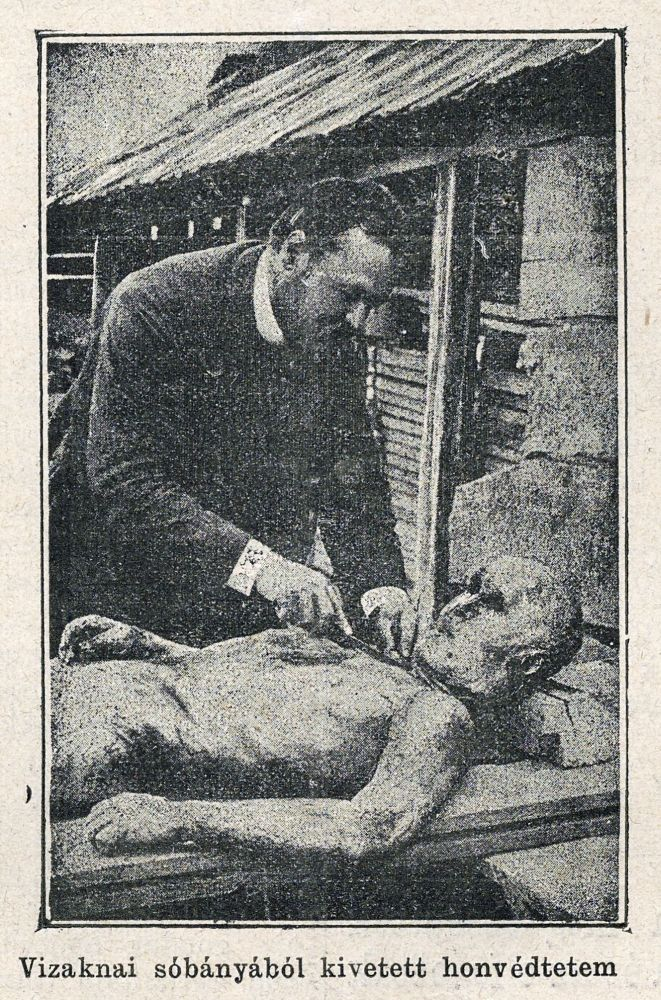
Dr. Henrik König boncolja egy honvéd testét, amelyet a vízaknai sóbányák természetes módon konzerváltak

## Az ütközet lefolyása

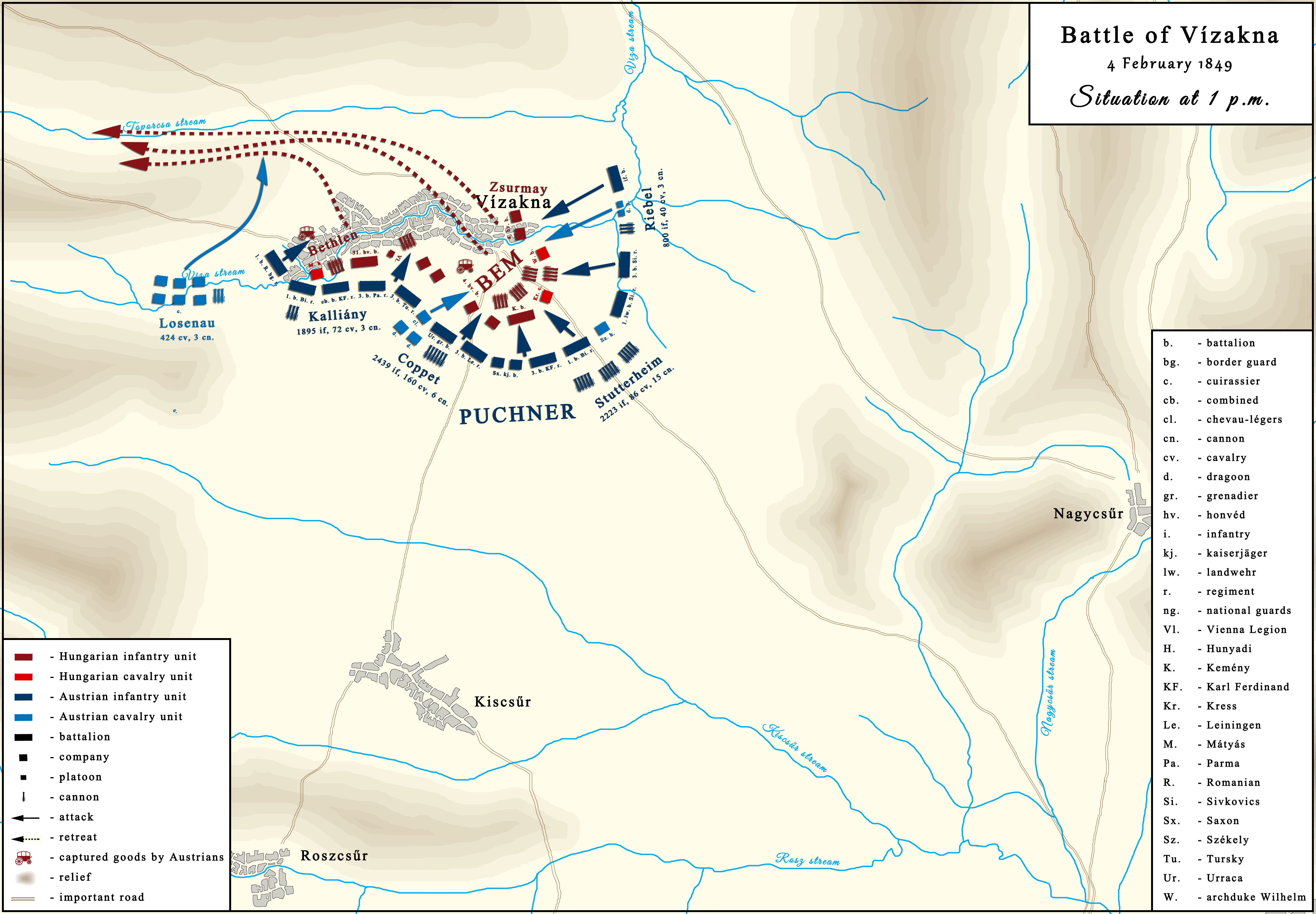
Visszavonulás Vízaknáról

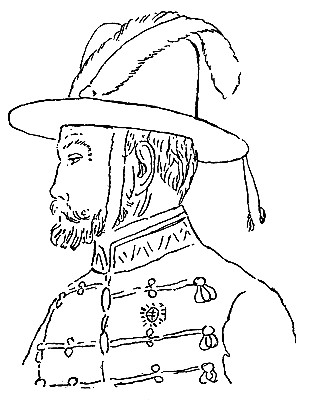
Petőfi Sándor rajza Bem Józsefről. Petőfi Bem hadsegédeként részt vett a vízaknai ütközetben és az azt követő visszavonulásban. A költőt féltő tábornok gondoskodott róla, hogy Piskinél már ne legyen ott, a véres ütközet előtt fontos megbízatással Debrecenbe küldte a honvéd századost

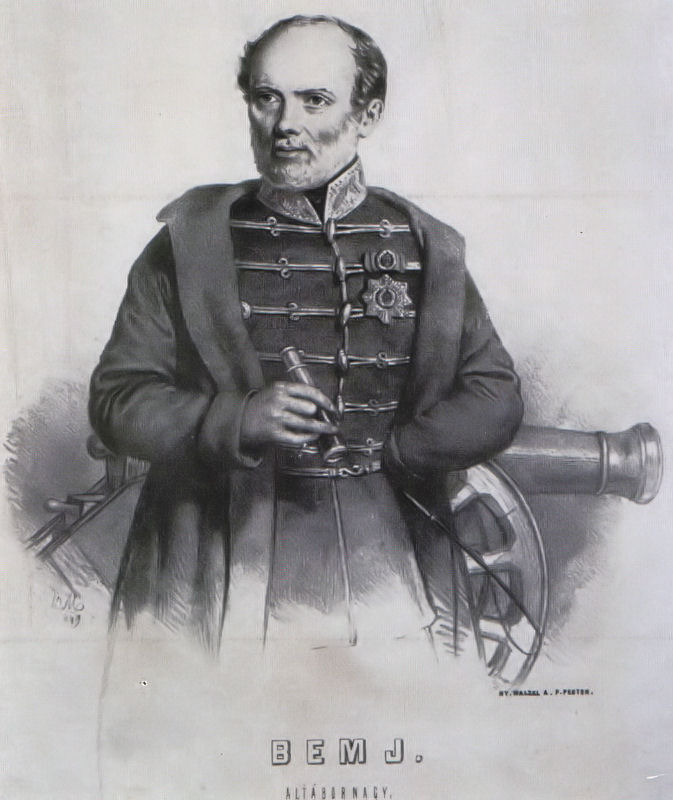
A Vízaknánál vereséget szenvedett Bem József merész, kockáztató hadvezér volt, és ez nagy győzelmeket de olykor nagy vereségeket is eredményezett. Kortársai között is volt, aki a szerencselovagot látta benne. Valójában mindig körültekintően kockáztatott, és számolt a kiút lehetőségével arra az esetre is, ha alulmarad. Barabás Miklós litográfiája már Erdély felszabadítása után, altábornagyként és a Magyar Katonai Érdemrend első osztályával a mellén ábrázolja a szabadságharc egyik legnépszerűbb tábornokát

A kis bányaváros határában húzódó mélyedésekben, beszakadt sótárnákban a magyar csapatok erős védelmi állást építettek ki. A nyílt terepen támadni kénytelen császári csapatok Bem tüzérségétől súlyos veszteségeket szenvedtek és mintegy négy órás harc után a közeli dombokra vonultak vissza. Bem ekkor elkövette azt a hibát, hogy csapatait támadásra indította. Ezzel felfedte erőinek csekélységét és mikor Puchner rádöbbent, hogy mennyire kis létszámú sereggel áll szemben, tartalékait is bevetve szinte lesöpörte a harctérről a magyar csapatokat. Egy császári gránátoszászlóalj az előretolt ágyúk nagy részét is elfoglalta. A tüzérségnél tartózkodó Bem megsebesült és csaknem fogságba is esett. A magyar sereg pánikszerű menekülésbe kezdett. A pánik következtében Vízakna szűk utcáin összetorlódtak a poggyászos szekerek, az ágyúk és a csapatok. Az emberveszteség mintegy ötszáz fő volt, emellett elveszett tizenöt ágyú, és a sereg teljes poggyásza.
Bem maradék seregével Déva felé indult, hogy felvegye a kapcsolatot a Magyarországról várt erősítésekkel, a visszavonulás azonban nem volt könnyű, mert Puchner nyomon követte a magyar sereget, és a román népfelkelők, illetve a gyulafehérvári várőrség is mindent megtett, hogy akadályokat gördítsen a magyar sereg útjába. A felbőszült honvédek Szászsebest szuronyrohammal vették be, miután kiderült, hogy az oda előreküldött sebesülteket a román felkelők legyilkolták. Február 6-án Puchner seregével körülfogta a várost, de Bem idejében kivonta onnan csapatait és Szászvárosra vonult, ahol – arról értesülve, hogy az erősítések már Piskinél és Dévánál állnak – február 7-én ütközetet kezdeményezett a nyomába érkező császáriakkal. Az erősítések nem érkeztek meg, Bem ismét megsebesült és a magyar csapatok Erdély délkeleti kapujához, a Sztrigy folyó bal partjára, Piskire vonultak vissza.

## Következmények
A vereséggel és az elszenvedett súlyos veszteségekkel veszélybe került Bem hadjáratának minden addigi eredménye. Elegendő erő hiányában a magyar csapatok nem tudtak a felszabadított területeken elegendő helyőrséget hagyni, így a Bukovinába szorított Karl Urban újjászervezett csapataival február 6-án rajtaütött a Borgói-szorost védő különítményen, és vereséget mérve rá ismét Észak-Erdélyt veszélyeztette. Igaz, hogy ez már nem jelentett a decemberihez hasonló veszélyt a fő hadszíntérre nézve, de a Tisza vonaláig kiszorított magyar honvédségnek Erdély birtoklása így is létfontosságú volt.
Az erdélyi hadjárat sorsa azonban még nem dőlt el, Bem a határra szorult, de fel tudta venni a kapcsolatot a segítségére küldött csapatokkal, így ismét tekintélyes haderő felett rendelkezett, amellyel február 9-én a piski ütközetben ismét döntő fordulatot tudott adni az eseményeknek.

## Külső hivatkozások
- Imreh Sándor: Visszaemlékezés az 1848–49-es szabadságharcra Erdélyben (PDF)